# 扎維耶省
扎維耶省（阿拉伯语：الزاوية）是利比亞的一個省，位於該國西北部，北臨地中海。面積1,520平方公里。2003年人口197,177人。首府扎維耶。
1. ↑  . statoids.com.   [27 October 2009]. （原始内容存档于2019-11-21）.